# Eulophus chrysomelae
Eulophus chrysomelae är en stekelart som beskrevs av Christian Gottfried Daniel Nees von Esenbeck 1834. Eulophus chrysomelae ingår i släktet Eulophus och familjen finglanssteklar.
Artens utbredningsområde är:
- Frankrike.
- Tyskland.

Inga underarter finns listade i Catalogue of Life.